# 所望教会
所望教会（英語：Somang Presbyterian Church）是韩国基督教长老会的一座教堂，位于韩国首尔江南区新沙洞。

## 政教关系
前任韩国总統李明博为该会长老。李明博政府中的一些要员均在该教堂礼拜。